# Bertalan Farkas
Bertalan Farkas (Gyulaháza, 2 agosto 1949) è un cosmonauta ungherese.

## Biografia
È stato il primo ungherese a diventare un cosmonauta, andando nello spazio il 26 maggio del 1980 con la Sojuz 36; è stato anche il primo esperantista nello spazio. È stato presidente di Airlines Service and Trade.
Dopo il volo del turista spaziale Charles Simonyi, Bertalan Farkas non è più l'unico ungherese che è andato nello spazio.

## Omaggi
- A lui è intitolato l'asteroide 240757 Farkasberci.[2]